# Браун Дир (Висконсин)
Браун Дир (енгл. Brown Deer) град је у америчкој савезној држави Висконсин.

## Демографија
По попису из 2010. године број становника је 11.999, што је 171 (-1,4%) становника мање него 2000. године.
| Група             | 2000.         | 2010.         |
| Белци             | 9.822 (80,7%) | 7.170 (59,8%) |
| Афроамериканци    | 1.522 (12,5%) | 3.431 (28,6%) |
| Азијати           | 319 (2,6%)    | 584 (4,9%)    |
| Хиспаноамериканци | 260 (2,1%)    | 471 (3,9%)    |
| Укупно            | 12.170        | 11.999        |